# Dlhá Ves
Dlhá Ves, do roku 1948 Hosúsovo (maďarsky Gömörhosszúszó) je obec na Slovensku v okrese Rožňava.

## Poloha
Území obce je na hranici národního parku Slovenský kras. Cca 7 km SSZ je Plešivec, cca 3 km jihovýchodně je jeskyně Domica a cca 6 km týmž směrem leží maďarská obec Aggtelek.

## Kultura a zajímavosti

### Památky
- Evangelický kostel, jednolodní toleranční stavba s pravoúhlým ukončením presbytáře a představenou věží z roku 1792. Stojí na místě staršího kostela údajně pocházejícího z roku 1371. V roce 1840 došlo ke stavbě věže. Stavba prošla obnovou v letech 1884 a 1913. Součástí interiéru je zařízení ve stylu lidového baroka. Oltář pochází z roku 1802, jeho autorem je řezbářský mistr z Jelšavy Ján Raiczinger. Oltář obsahuje dva obrazy – Ježíšovo proměnění a v dolní části Poslední večeře z roku 1795. Kazatelna, dílo řezbáře Jana Bradeckého ze Spišské Nové Vsi, vznikla ve stejném roce. Její součástí jsou lidové sochy evangelistů od řezbáře Antona Kassovitsa. Křtitelnice je z roku 1801. Vzácné klasicistní varhany pochází z roku 1795, jejich autorem je mistr František Petznik. Fasády kostela jsou členěny opěrnými pilíři a segmentově ukončenými okny se šambránami. Věž je členěna pilastry a ukončena korounní římsou s terčíkem a hodinami a barokní helmicí s laternou. Na věži se nachází výrazná makovice, měsíce a slunce, podle tradice gemerských evangelických kostelů.

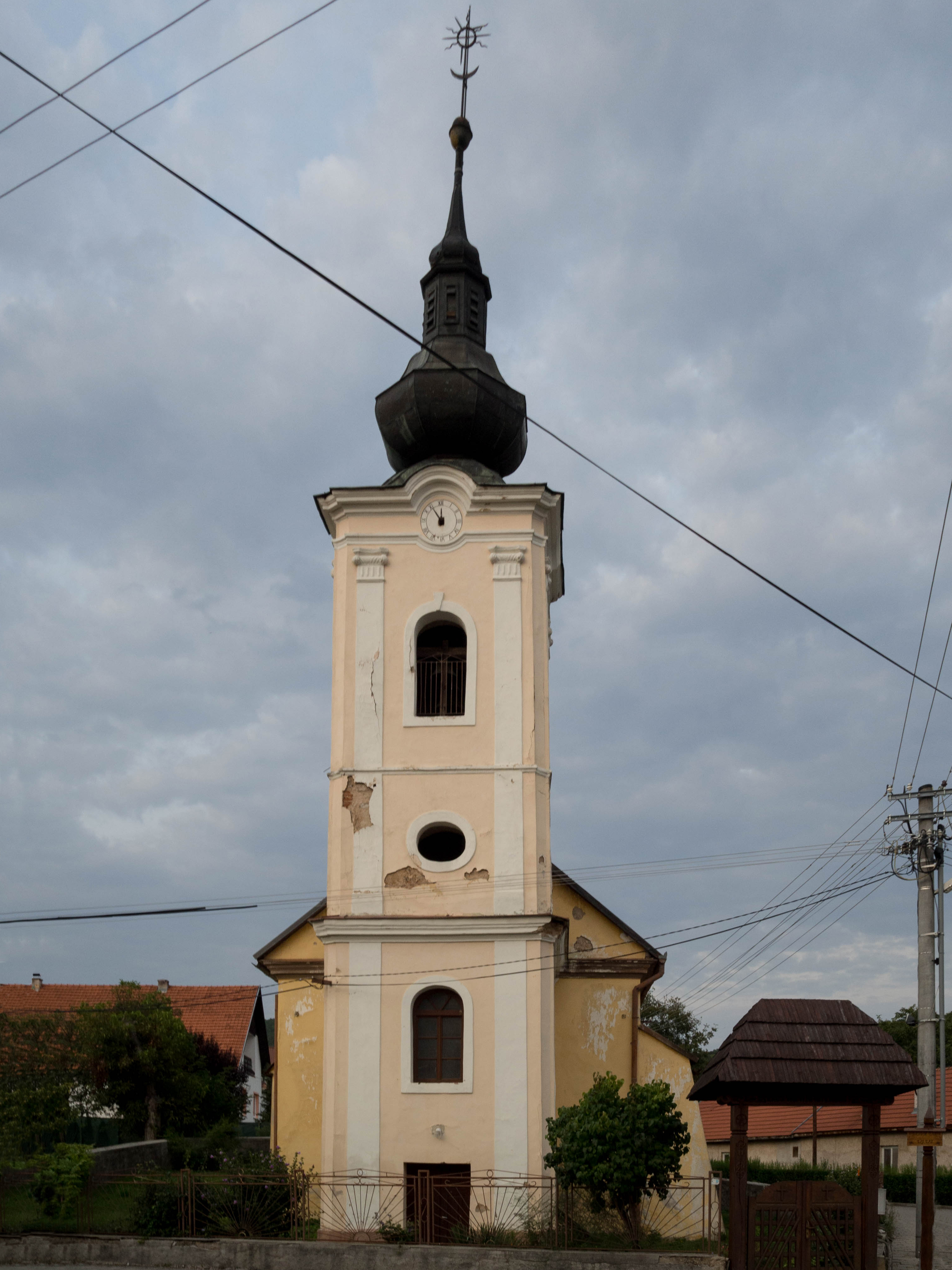
Evangelický kostol
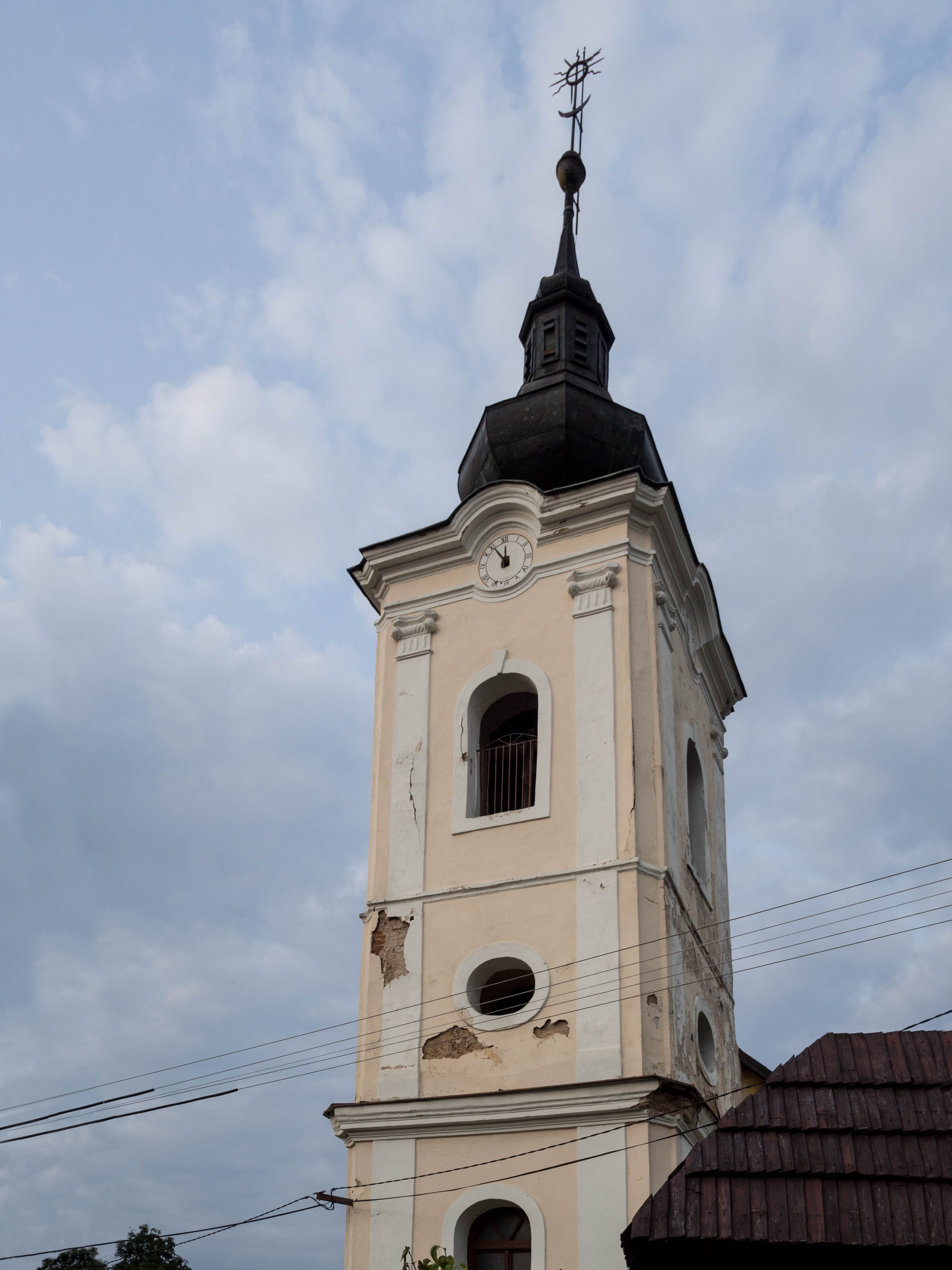
Detail věže
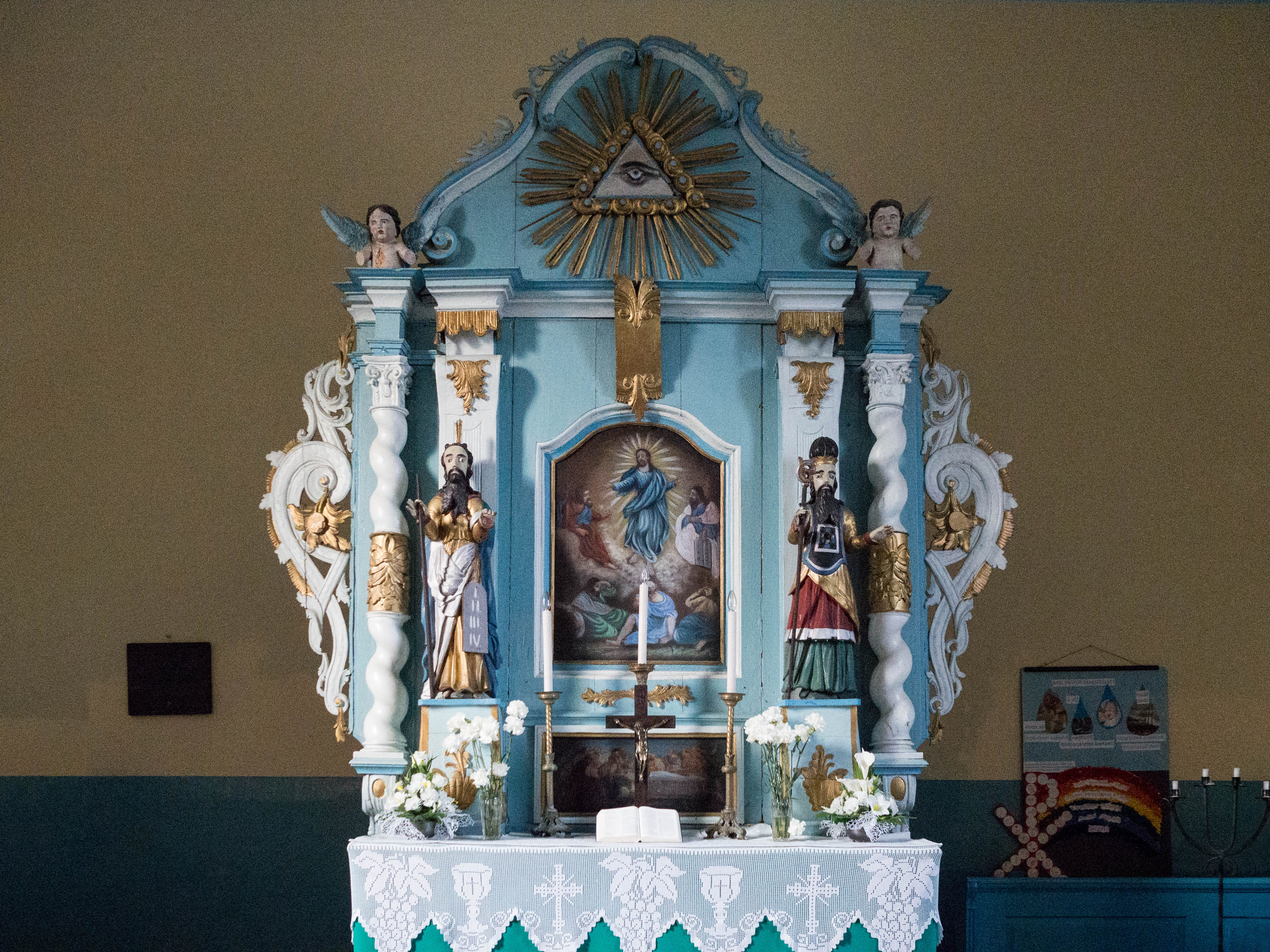
Barokní oltář
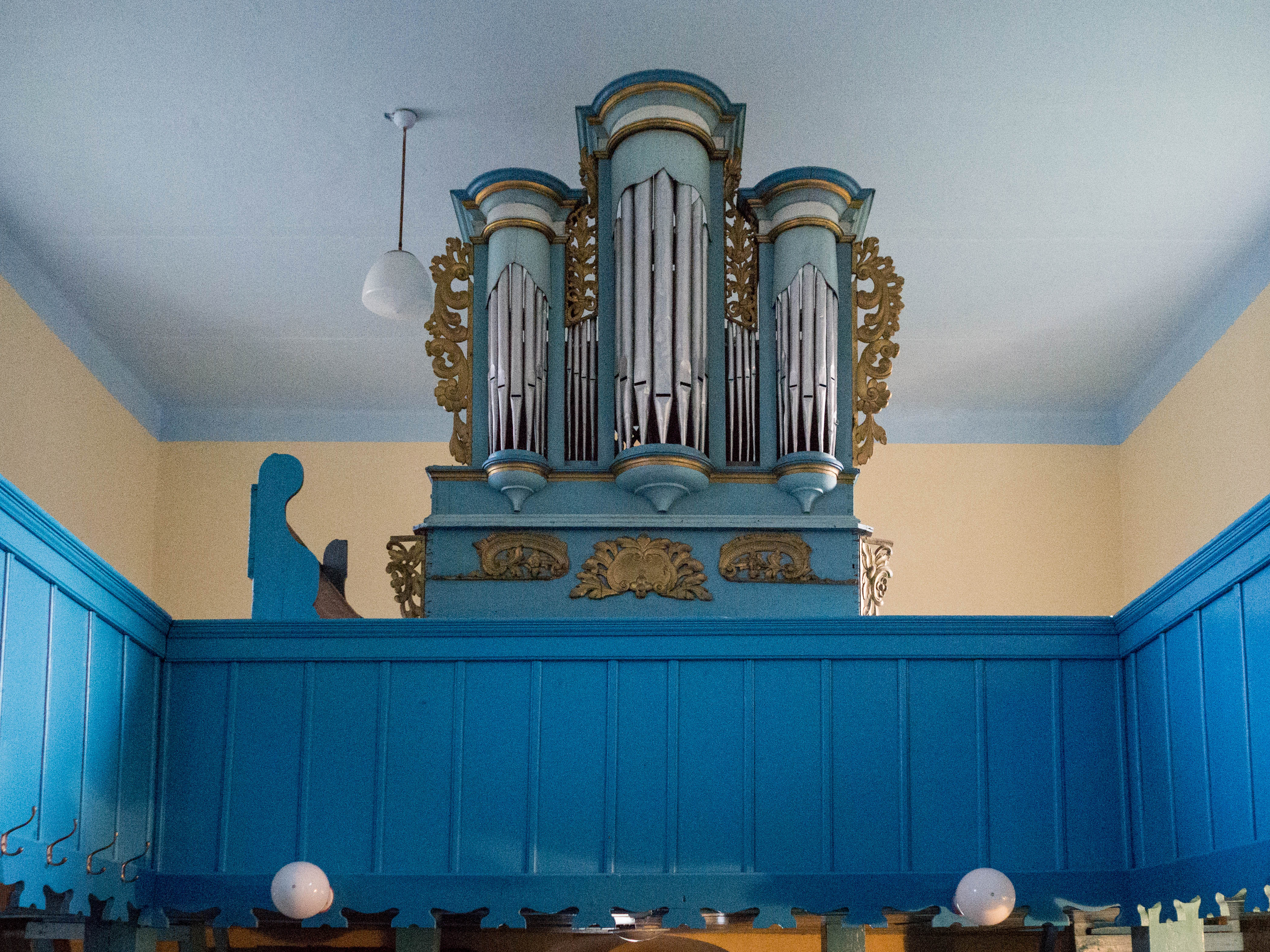
Klasicistní varhany

## Osobnosti obce

### Působili zde
- Ján Majko (1900–1985), jeskyňář